# Bertelsmann Building
Bertelsmann Building, conocido originalmente como 1540 Broadway, es un rascacielos de oficinas de 42 plantas y 223 m (733 ft) de altura situado en Times Square, Manhattan, Nueva York. Se encuentra en la Calle 45 Oeste. El edificio es la sede norteamericana de Bertelsmann.
Comenzado en 1989 y terminado en 1990, la torre es una de las pocas en Times Square que contiene espacio de oficinas de clase A. También se encuentran en la torre el primer All Star Café oficial de Planet Hollywood, un Mac Flagship, un Disney Store, y un Forever 21
En la década de 1990, la sucursal de Bertelsmann Random House buscaba construir un rascacielos cruzando la calle 45 desde su matriz y conectarlo a él mediante un puente iluminado por neón al otro lado de la Calle 45. Cuando el acuerdo fracasó se construyó la Random House Tower 10 manzanas hacia el norte.

## Más información
- Jerry Adler (1994). High Rise: How 1,000 Men and Women Worked Around the Clock for Five Years and Lost $200 Million Building a Skyscraper, HarperCollins Publishers. ISBN 0-06-092456-X